# Перейра, Андре (футболист)
Андре Филипе Феррейра Коэлью Перейра (порт. André Filipe Ferreira Coelho Pereira; родился 5 мая 1995 года в Мильэнейруше, Португалия) — португальский футболист, нападающий клуба «Риу Аве».

## Биография
Воспитанник клубов «Порту», «Лейшойнш» и «Варзин». В 2014 году подписал свой первый профессиональный контракт с «Эшпинью» из третьего дивизиона Португалии. В 2015 году перешёл в «Санжоанэнсе». В начале 2017 года подписал соглашение с «Порту», но для получения игровой практики был отправлен в дубль. 19 февраля в матче против «Санта-Клары» дебютировал в Сегунда лиге. 17 ноября в поединке Кубка Португалии против «Портимоненсе» дебютировал за основной состав. 25 ноября в матче против «Авеша» дебютировал в Сангриш Лиге.
В начале 2018 года был отдан в аренду в «Виторию Сетубал». 5 февраля в матче против «Белененсиша» дебютировал за новый клуб. 10 февраля в поединке против «Браги» забил свой первый гол за «Виторию Сетубал».
Летом того же года вернулся в «Порту». 25 августа в поединке против «Витории Гимарайнш» забил свой первый гол за команду.